# Armoriale della testa di moro
La testa di moro, posta abitualmente di profilo e attortigliata, richiama i mori fatti prigionieri al tempo delle Crociate, particolarmente dalle galee di Rodi e di Santo Stefano.
La testa di moro non è rara nell'araldica europea. Essa appare in molti stemmi di famiglie nobili. In alcuni casi si tratta di stemmi parlanti, in quanto il cognome della famiglia è "Pagano" o nomi equivalenti in altre lingue (ad esempio "Péan" in Bretagna). Nell'araldica italiana, in generale il moro porta intorno alla testa una banda bianca (detta talvolta "infula"), che indica lo schiavo reso libero, e non è coronato, mentre lo è nell'araldica germanica. Nella tradizione bavarese la testa di moro appare infatti molto spesso, ed è denominata caput ethiopicum, o moro di Frisinga. ...". Non si dimentichi che l'Etiopia era secondo alcune tradizioni la patria di uno dei tre re magi, le cui reliquie erano state trasportate in Germania da Federico Barbarossa.

## Tabella
| Stemma | Nome e blasonatura |
| ------ | --- |
|        | Algarve (Regione del Portogallo) |
|        | Albufeira (Comune del Portogallo) |
|        | Alcoutim (Comune del Portogallo) |
|        | Aljezur (Comune del Portogallo) |
|        | Ardauli (Comune di Sardegna) semipartito troncato: il 1°, di azzurro, alla lettera maiuscola A, d'oro; il 2°, d'argento, alla testa di moro, di nero, attortigliata di argento; il 3°, di rosso, alle undici spighe di grano, d'oro, impugnate, legate di azzurro. |
|        | Aragona (Comunità autonoma della Spagna) |
|        | Barisey-au-Plain (Comune di Francia) di rosso, al capo d'argento caricato di due teste di moro di nero |
|        | Bessarabia (Moldova, Ucraina) |
|        | Benafim (Frazione del comune di Loulé, Portogallo) |
|        | Brossasco (Comune d'Italia) D'azzurro, inquartato: il primo ed il quarto al crescente d'argento, il secondo ed il terzo alla testa di moro con due anelletti pendenti uno dal naso e l'altro dall'orecchio. |
|        | Canzano (Comune d'Italia) |
|        | Capitignano (Comune d'Italia) D'argento, alla testa di moro al naturale. |
|        | Carvoeiro (Frazione del comune di Lagoa, Portogallo) |
|        | Castro Marim (Comune del Portogallo) |
|        | Corsica (Collettività territoriale della Corsica) d'argento, alla testa di moro attortigliata del campo |
|        | Estombmar (Frazione del comune di Lagoa, Portogallo) |
|        | Évora (Comune del Portogallo) |
|        | Favre (Famiglia della Francia) d'argento, allo scaglione d'azzurro, accompagnato da tre teste di moro attortigliate d'argento |
|        | Flumenthal (Comune della Svizzera) |
|        | Frisinga (Circondario della Germania) |
|        | Garmisch-Partenkirchen (Circondario della Germania) |
|        | Lagoa (Comune del Portogallo) |
|        | Lennik (Comune del Belgio) |
|        | Linkebeek (Comune del Belgio) |
|        | Loulé (Comune del Portogallo) |
|        | Mauriac (comune della Francia) d'oro, alla testa di moro attortigliata d'argento |
|        | Mercato Saraceno (Comune d'Italia) d'argento, alla testa di moro rivoltata e attortigliata del campo |
|        | Monchique (Comune del Portogallo) |
|        | Mora (Famiglia della Polonia) di rosso, alla testa di moro di nero attortigliata d'argento |
|        | Morano sul Po (Comune d'Italia) |
|        | Morano Calabro (Comune d'Italia) una testa di moro di profilo con barba e coperta da un berretto conico, contornata dalla scritta “VIVAT SUB UMBRA” |
|        | Morazzone (Comune d'Italia) D'argento alla testa di moro, accompagnata in capo da due stelle di rosso (8 punte), al capo d'impero. Ornamenti esteriori da Comune |
|        | Mori da Ceno (famiglia originaria di Bergamo) |
|        | Möriken-Wildegg (Comune della Svizzera) |
|        | Mornago (Comune d'Italia) D'azzurro, allo scaglione d'argento, accompagnato in punta dalla testa di moro dello bendata sugli occhi dello stesso e crinita di nero. Ornamenti esteriori da Comune. |
|        | Muro Leccese (Comune d'Italia) troncato nel primo, di rosso, alla testa di moro in profilo, al naturale, capellatura di nero, ornata di serto di alloro di verde, sostenuta dalla linea di partizione; nel secondo, di argento, murato di nero, a guisa di cortina di muro formata da ventidue blocchi rettangolari, posti in sei fasce. Ornamenti esteriori da Città |
|        | Negrar (Comune d'Italia) Troncato: al primo di rosso alla testa di negro posta in maestà, al secondo d'argento al grappolo d'uva di nero pampinoso di due pezzi di verde |
|        | Niedermorschwihr (Comune della Francia) di rosso, alla testa di moro cucita di nero, perlata d'argento; alla bordura dello stesso |
|        | Occimiano (Comune d'Italia) |
|        | Odalengo Grande (Comune d'Italia) la metà superiore presenta due bande di eguale misura con i colori del Monferrato (rosso e argento) mentre in quella inferiore vi sono gli emblemi dei Gozani: il giglio di Francia in campo azzurro e la testa di moro bendata, al naturale, in campo d'oro. Lo stemma è inoltre caricato di corona comunale e racchiuso da fronde laterali di quercia e d'alloro, che si incontrano nella parte inferiore, legate da nastro tricolore.                                                                                    |
|        | Palmi (Comune d'Italia) Palma in campo azzurro. Esso è sormontato da una corona marchionale ed è contornato da bandiere catturate ai pirati barbareschi. Alla base sono disposti due cannoni che ricordano la cittadella fortificata e munita di mura, e sotto di essi, a sinistra. è posto un fascio di verghe e a destra la testa di moro. |
|        | Papa Pio VII |
|        | Papa Benedetto XVI Di rosso, cappato di oro, alla conchiglia dello stesso; la cappa destra, alla testa di moro al naturale, coronata e collarinata di rosso; la cappa sinistra, all'orso al naturale, lampassato e caricato di un fardello di rosso, cinghiato di nero |
|        | Pappenheim (Comune della Germania) |
|        | Perdasdefogu (Comune di Sardegna) troncato: il PRIMO, di argento, alla croce diminuita di rosso, accantonata da quattro teste di moro, di nero, attortigliate di argento; il SECONDO, di azzurro, al nibbio volante in sbarra, al naturale. Ornamenti esteriori da Comune |
|        | Portimão (Comune del Portogallo) |
|        | Provincia di Cagliari partito: al 1° d'argento caricato da una croce di rosso accantonata da quattro teste di moro bendate. Sulla croce, al centro, un disco ovale carico di un'aquila al naturale coronata d'oro, con le ali spiegate, portante in petto lo scudetto sabaudo e cioè di rosso alla croce d'argento.; al 2° inquartato, al 1° e 4° di rosso alla croce d'argento, al 2° e 3° d'argento al torrione aperto e finestrato sormontato da tre torrette di cui la mediana più alta, uscente da un mare fluttuoso                                     |
|        | Famiglia Pucci ' |
|        | Quarré-les-Tombes (Comune della Francia) partito: nel 1° di nero a tre carelli d'argento; nel 2° d'argento, alla quercia terrazzata di verde; al capo d'oro caricato di tre teste di moro attorigliate di rosso |
|        | Quarto di Santa Maria (Quartiere del comune dell'Aquila) «D'argento alla testa di moro chiomata di nero tenente in bocca una rosa al naturale» |
|        | Regno di Sardegna d'argento alla croce accantonata da quattro teste di moro, attortigliate del campo |
|        | Sardegna (Regione autonoma d'Italia) d'argento alla croce di rosso accantonata con quattro teste di moro, cornice ovale dorata ed è accompagnato da un cartiglio con il nome ufficiale della regione |
|        | San Candido (Comune d'Italia) di rosso, alla torre di due palchi merlati alla ghibellina d'argento fondata su una campagna di verde, aperta di nero e saracinescata d'argento, finestrata sotto il secondo palco di tre dello stesso 1.2, caricata sotto il primo palco d'uno scudetto d'azzurro bordato d'oro alla testa di moro al naturale, orecchinato e collarinato di rosso, coronato d'un diadema d'oro (che è brisura della Diocesi di Frisinga) |
|        | Sant'Angelo Muxaro (Comune d'Italia) Statuto comunale di Sant'Angelo Muxaro: Art. 6 Stemma - Gonfalone - Patrono 1. Il Comune negli atti e nel sigillo si identifica con il nome di Sant’Angelo Muxaro e con lo stemma rappresentante la testa di un arabo con turbante sormontato da una mezza luna |
|        | São Brás de Alportel (Comune del Portogallo) |
|        | São Marcos da Serra (Frazione del comune di Silves, Portogallo) |
|        | Serramanna (Comune di Sardegna) partito semitroncato: nel primo di azzurro, al campanile della chiesa di San Leonardo in Serramanna, ottagonale, di oro, tre lati visibili, finestrato di sette, di nero, tre finestre tonde in alto, tre finestre con arco a tutto sesto a mezza altezza, una finestra con arco a tutto sesto, in basso, esso campanile cimato dalla piccola croce di nero e fondato sulla pianura di verde; nel secondo, d'argento a due pali di nero; nel terzo, di rosso, alle due teste di moro, affrontate, di nero, bendate di argento |
|        | Silves (Comune del Portogallo) |
|        | Tavira (Comune del Portogallo) |
|        | Trofarello (Comune d'Italia) |
|        | Valence-sur-Baïse (Comune della Francia) d'oro, a tre teste di moro |
|        | Van Loon (Famiglia dei Paesi Bassi) |
|        | Vaux-Marquenneville (Comune della Francia) d'argento, a tre teste di moro attortigliate d'argento |
|        | Vila do Bispo (Comune del Portogallo) |
|        | Vila Nova de Cacela (Frazione del comune di Vila Real de Santo António, Portogallo) |
|        | Vila Real de Santo António (Comune del Portogallo) |
|        | Villastellone (Comune d'Italia) inquartato: al primo a sfondo argento la testa di donna mora rivoltata; al secondo a sfondo azzurro la stella d'oro a sei punte; al terzo a sfondo azzurro tre piante di calendula d'oro poste 2 e 1; al quarto a sfondo argento una croce ad otto punte in rosso. |
|        | Villemaur-sur-Vanne (Comune della Francia) d'argento, a tre teste di moro attortigliate d'argento |